# Gading, Bojonegoro
Gading är en administrativ by i Indonesien.   Den ligger i provinsen Jawa Timur, i den västra delen av landet, 500 km öster om huvudstaden Jakarta. Gading ligger vid sjön Lapen Gatuk.